# 布西丁
布西丁（英語：Bucetin）是一种曾经用于镇痛退热的药物。从化学结构上来看，布西丁和非那西丁相似，并且都有引发癌变的风险。由于其肾毒性，布西丁于1986年被撤回。